# 桑野光正
桑野 光正（くわの みつまさ、1954年（昭和29年）12月19日 - ）は、日本の経営者。

## 人物・経歴
神奈川県鎌倉市大船の町工場の家に生まれる。鎌倉市立御成小学校、鎌倉市立御成中学校、湘南学園高等学校を経て、1977年に専修大学経済学部経済学科を卒業後、イトーヨーカ堂に入社。
1985年にイトーヨーカ堂グループ会社のダイクマに移り、やがてダイクマがヤマダ電機に買収されたことに伴い、2004年ヤマダ電機に入社し、同社礎生塾塾長となる。
2005年ヤマダ電機執行役員礎生塾塾長。2006年ヤマダ電機取締役常務執行役員総務本部副本部長。2008年ヤマダ電機取締役兼執行役員専務総務本部副本部長。2010年ヤマダ電機取締役兼執行役員専務総務本部長兼礎生塾塾長。2012年ヤマダ電機取締役兼執行役員専務総務本部長。2013年ヤマダ電機取締役兼執行役員常務総務本部長。2014年ヤマダ電機取締役兼執行役員常務総務本部長兼人事構成改革室長。2015年ヤマダ電機取締役兼執行役員常務総務本部長。
2016年から創業一族以外からは初となるヤマダ電機代表取締役社長兼代表執行役員COOを務め、家電量販事業や人材育成などを担当した。2018年ヤマダ電機取締役兼執行役員副会長。2020年ヤマダ電機会長付特別顧問。
この間、山田昇記念財団代表理事、経済産業省産業構造審議会産業技術環境分科会廃棄物・リサイクル小委員会電気・電子機器リサイクルワーキンググループ委員、資源エネルギー庁総合資源エネルギー調査会省エネルギー基準部会小売事業者表示判断基準小委員会委員なども務めた。